# Emilia Brodin
Emilia Elisabeth Brodin (* 11. Februar 1990 in Uppsala als Emilia Appelqvist) ist eine schwedische Fußballspielerin. Die Mittelfeldspielerin debütierte 2014 in der schwedischen Nationalmannschaft und spielte zuletzt für den schwedischen Verein Djurgården Damfotboll in der Damallsvenskan.

## Werdegang

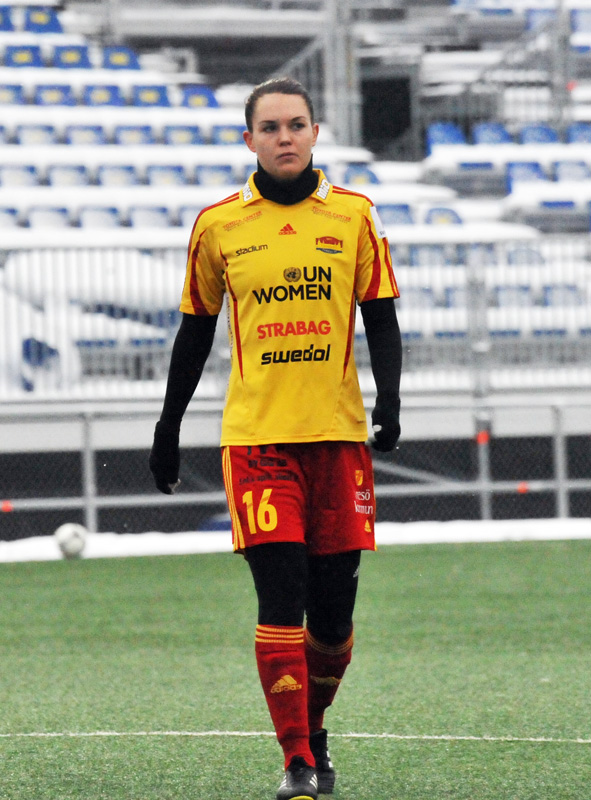
Appelqvist im Trikot von Tyresö FF (2013)

### Verein
Appelqvist spielte in ihrer Jugend bei ihrem Heimatvereinen Uppsala-Näs IK und Sunnersta AIF. 2005 wechselte sie zu Bälinge IF. 2007 erhielt sie als 17-Jährige einen Vierjahresvertrag bei Bälinge IF und wurde vom Trainer als zukünftige Nationalspielerin charakterisiert. Nach drei Spielzeiten und dem Abstieg von Bälinge IF in die Division 1 wechselte sie zu AIK. Als AIK 2010 ebenfalls abstieg, wechselte sie zu Tyresö FF. Mit Tyresö wurde sie 2012 erstmals schwedischer Meister. In der Mitte der Saison 2013 wurde sie an Piteå IF ausgeliehen. Nachdem sie noch einmal für zwei Spiele zu Tyresö zurückgekehrt war, bekam sie 2014 einen dauerhaften Vertrag bei Piteå IF. Dort war sie bis zum Ende der Saison 2015 aktiv und wechselte dann zu Djurgården Damfotboll. In der Saison 2016 hatte sie 16 Einsätze. Im Januar 2017 zog sie sich eine schwere Knieverletzung zu, so dass sie die gesamte Saison 2017 nicht eingesetzt werden konnte. Im März 2018 teilte sie mit, dass ihr Comeback verschoben würde, da sie schwanger sei.

### Nationalmannschaften

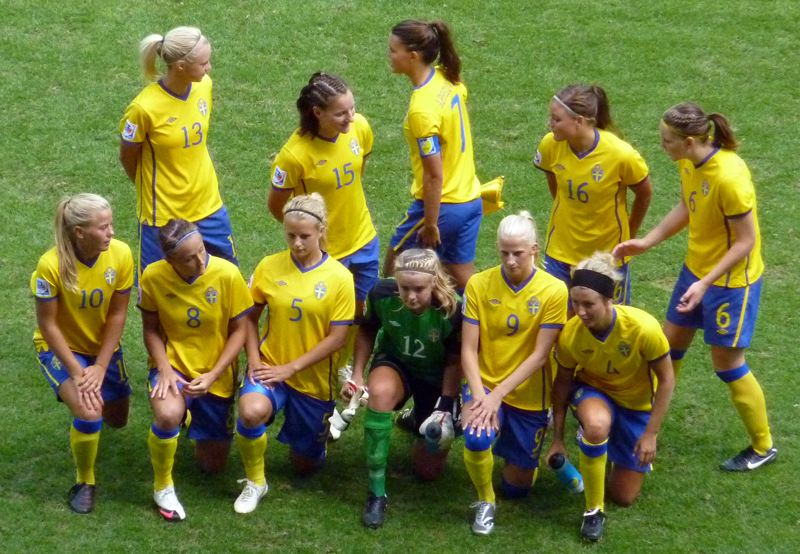
Die schwedische Mannschaft bei der U-20-WM in Deutschland, Appelqvist mit der Nr. 7

2009 verlor sie mit der U-19-Mannschaft, deren Kapitänin sie war, das Finale der U-19-Fußball-Europameisterschaft der Frauen 2009 gegen England, wurde aber von der UEFA als eine der herausragenden Spielerinnen gewürdigt. Bereits mit dem Einzug ins Halbfinale hatte sich Schweden erstmals für die U-20-WM im folgenden Jahr qualifiziert.
2010 nahm sie mit der U-20-Mannschaft, deren Kapitänin sie ebenfalls war, an der U-20-Fußball-Weltmeisterschaft der Frauen 2010 in Deutschland teil und kam in allen vier Spielen zum Einsatz. Nachdem Schweden die Vorrunde als Gruppensieger beendet hatte, verloren sie im Viertelfinale überraschend gegen die ebenfalls erstmals teilnehmenden Kolumbianerinnen.
Ihr Debüt in der A-Nationalmannschaft gab sie am 8. Februar 2014 beim 0:3 gegen Frankreich.
Im Mai 2015 wurde sie als Feldspielerin mit den wenigsten Einsätzen für Schweden für die WM 2015 nominiert. Sie wurde nur im zweiten Gruppenspiel gegen die USA 15 Minuten vor dem Spielende eingewechselt und schied mit ihrer Mannschaft im Achtelfinale gegen Deutschland aus.
Am 8. April 2016 erzielte sie beim EM-Qualifikationsspiel gegen die Slowakei ebenso wie Stina Blackstenius ihr erstes Länderspieltor. Im August 2016 war sie Teil der Mannschaft, die bei den Olympischen Spielen die Silbermedaille gewann. Aufgrund ihrer Knieverletzung verpasste sie die EM 2017.

## Erfolge
- Olympische Spiele 2016: Silbermedaille

## Privatleben
Im Juli 2017 heiratete sie ihren Jugendfreund, den schwedischen Eishockeyspieler Daniel Brodin und nahm seinen Namen an. Im September 2018 wurde sie Mutter einer Tochter.